# SR Bubbel
SR Bubbel var en digital radiokanal från Sveriges Radio med ett innehåll som riktar sig till barn. SR Bubbel sänds på webben samt som digitalradio (DAB) i Mälardalen, Göteborg, Malmö och Luleå. Kanalen startades våren 2007. Kanalen bytte i början av 2009 namn till Radioapans Knattekanal.